# Sverigedemokraternas vitbok
Sverigedemokraternas vitbok är en vitbok om Sverigedemokraternas historia från 1988 till 2010. Vitboken skrevs av idéhistorikern Tony Gustafsson. Boken består av två delar, den första delen publicerades 2022 och den andra delen publicerades 2025.

## Bakgrund
Planerna för en vitbok om Sverigedemokraterna går tillbaka till februari 2014. Under en debatt med Björn Fries i Studio Ett öppnade partiledaren Jimmie Åkesson för att låta skriva en vitbok om partiets historia, med inspiration från Vänsterpartiets vitbok Lik i garderoben? från 1992. Åkesson menade att Sverigedemokraterna aldrig varit öppet rasistiska och inte har nazistiska rötter. Som svar på Åkessons utspel publicerade Expo en egen vitbok om rasistiska och nazistiska inslag i Sverigedemokraternas bakgrund.
Under Almedalsveckan 2017 upprepade Åkesson planerna på en vitbok, med tanken att boken skulle släppas innan riksdagsvalet 2018.
Under hösten 2021 offentliggjorde Åkesson att arbetet med vitboken påbörjats. I januari 2022 meddelade partiet att idéhistorikern Tony Gustafsson vid Uppsala universitet fått ansvar för projektet. Första delen av vitboken publicerades 15 juli 2022. Vitboken planerades vara färdig i sin helhet 2023.
I maj 2024 lämnade Tony Gustafsson sitt manus till partiet och en månad senare en slutversion. Texten ska diskuteras i det verkställande utskottet.
Boken släpptes under Almedalen i Visby 2025, Sverigedemokraternas vitbok trycks till en början i endast 100 exemplar.

## Innehåll
Första delen av vitboken avhandlar partiets grundande och de inblandade personerna. Vitboken visar bland annat att minst en tredjedel av partiets grundare har kopplingar till antingen nazistiska eller fascistiska rörelser och den större delen kom direkt och/eller indirekt från Bevara Sverige Svenskt (BSS).
Kommande delar av vitboken ska analysera partiets ideologi och idétradition.

## Objektivitet
Kritik framfördes inledningsvis mot valet av Tony Gustafsson som författare, då han tidigare skrivit en rapport för den SD-kopplade tankesmedjan Oikos. I augusti 2022 avslöjade Expressen att Gustafsson var medlem i Sverigedemokraterna sedan flera år tillbaka. Martin Kinnunen avvisade kritiken som irrelevant.